# Pattanóbogár-félék
A pattanóbogár-félék (Elateridae) a rovarok (Insecta) osztályában a bogarak (Coleoptera) rendjébe, azon belül a mindenevő bogarak (Polyphaga) alrendjébe tartozó, család. Mintegy 9000 fajukból Magyarországon körülbelül 170 él.
Régebbi rendszertanok a hegyesmellűek (Sternoxia) családsorozat tagjának tekintették őket.

## Származásuk, elterjedésük
Fajai (a sarkvidékek kivételével) az egész Földön megtalálhatók.

## Megjelenésük, felépítésük
Testük karcsú. Mélyen a torba süllyedő, lefelé hajló fejüket a mell álladzója betakarja. A felső ajak jól fejlett, a 11 vagy 12 ízes csápok a szemek előtt erednek.
Lábfejeik ötízűek. Az elülső és a középső lábpár csípői nyitottak, a hátulsókat lemezszerű combfedők takarják. Lábaik olyan rövidek, hogy a hátára eső bogár, nem, illetve alig éri el velük a földet, ezért pattanókészülékével támaszkodik fel. Ez hirtelen lökéssel a magasba veti a bogár testét, és az megperdülve a talpára esik vissza. Ha ez elsőre nem sikerül, addig próbálkozik, amíg fáradozása sikerrel nem jár. A pattanókészülék miatt a bogár teste meglehetősen különös. A hatalmas izomzat a párnaszerűen domborodó előtorban foglal helyet. Ez a has két oldalán hátul rövid, a mellközép elülső szélén lévő bemélyedésbe szorosan belefekvő tüskével végződik. A készülék működtetéséhez a bogár, torát és testvégét erősen az aljzathoz feszítve, felemeli hátát, a melltő tüskéjét erővel a mellközép gödröcskéjének tövéhez nyomja, majd abba hirtelen becsúsztatja. Eközben szárnyfedőinek tövét erősen odaüti az aljzathoz, hogy az ellenlökés a magasba vesse.
Népiesen drótféregnek nevezett, hosszúra nyúlt, hengeres vagy kissé lapított, erősen kitinizált lárváik kemény sárgás vagy barnás testéből hat rövid láb nő. Felépítésük némileg a lisztbogáréhoz hasonló, de a fejük alakja és állása egészen más: a drótféreg feje lapított, a fejtetőn többnyire homorú, elülső széle fogacskázott. Felső ajka nincsen, alsó állkapcsának külső karéja kétízes, a belső pedig egyszerű. Utolsó potrohgyűrűje vagy kihegyesedik, vagy két tüskével végződik; ez a fajok lárváinak fontos határozó jegye.

## Életmódjuk, élőhelyük
A drótférgek mindenevők, de az egyes fajok életmódja, táplálkozása erősen eltérő lehet. Többségük termőföldben vagy fakorhadékban él, és a legkülönbözőbb elhalt vagy élő növényi részekbe befurakodva eszi azokat. Többük a fák magvait, a kalapos gombákat, kerti növények húsos gyökerét vagy gumóját, fák és bokrok gyökérrügyét vagy gyökerét károsítja; a termesztett növényekben és a fiatal fenyőcsemetékben tetemes kárt okozhat. Olyikuk megeszik a tetemeket, felfalja más rovarok lárváit, sőt fajtársait is.
Lárvaállapotuk elég hosszú, némely fajé akár öt évig is eltart. Többnyire élénk bábjuk csak rövid ideig pihen.
A növényevő imágók főként fákon, virágokon élnek. Áttelelnek, és tavasszal rakják le petéiket. Egyes, a trópusi Amerikában élő pattanóbogarak a szentjánosbogarakhoz hasonlóan világítanak a sötétben.

## Ismertebb fajok
- fésűscsápú pattanóbogár (Corymbites pectinicornis) (Linnaeus )
- piroshátú pattanóbogár (vérvörös pattanóbogár, Elater sanguineus) (Linnaeus )
- zöld pattanóbogár (Corymbites virens) (Schrnk. )
- egérszínű pattanóbogár (Brachylacon murinus) (Linnaeus )
- vetési pattanóbogár (Agriotes lineatus) (Linnaeus )
- mezei pattanóbogár (Agriotes ustulatus) (Linnaeus )
- réti pattanóbogár (Agriotes sputator) (Linnaeus )
- világító kukuzsó (kukujóbogár, Pyrophorus noctilucus, Pyrophorus noctiluca) (Linnaeus )
- szurkos pattanóbogár (Athous haemorhoidalis) (Fabricius )
- szerecsen pattanóbogár (Athous niger ) (Linnaeus )
- kék pattanóbogár (Limoniscus violaceus) (Müller, 1821)